# فابيو فورتيس
فابيو فورتيس هو لاعب كرة قدم برتغالي في مركز الهجوم، ولد في 8 مارس 1992 في لشبونة في البرتغال. لعب مع فيتوريا دي غيماريش ونادي أروكا ونادي سانتا ماريا.

## وصلات خارجية
- فابيو فورتيس على موقع قاعدة بيانات كرة القدم.إي يو (الإنجليزية)
- فابيو فورتيس على موقع Soccerway.com (الإنجليزية)